# Chuck Flores
Chuck Flores (eigentlich Charles Walter Flores, * 5. Januar 1935 in Orange, Kalifornien; † 24. November 2016) war ein US-amerikanischer Schlagzeuger des Modern Jazz.

## Leben und Wirken
Chuck Flores studierte bei Shelly Manne und spielte mit Ike Carpenter und Maynard Ferguson, 1954/55 bei Woody Herman, 1954 in Paris mit Cy Touff & The Third Herdsmen sowie mit Dick Collins. Danach arbeitete er hauptsächlich freelance in Kalifornien, mit Bud Shank 1956, Art Pepper und anderen Musikern der West-Coast-Jazz-Szene. 1961 war er bei Claude Williamson tätig, in den 1970er Jahren war er Gründungsmitglied des Quartetts The L. A. 4 (wirkte aber nicht bei deren späteren Aufnahmen mit) und begleitete die Sängerin Carmen McRae auf ihrem Album Great American Songbook. 1977 entstand ein eigenes Album in Quintett-Besetzung, Drum Flower bei Enja Records.

## Auswahldiskographie
- Art Pepper: Modern Art (Blue Note, 1956–57)
- Bud Shank: Blowin' Country (Blue Note, 1956–57)
- The Third Herdsmen: The Vogue Sessions (Vogue, 1954)